# Крістіан Гоу
Крістіан Гоу (англ. Christian Gow, 28 березня 1993) — канадський біатлоніст, призер чемпіонатів світу. 
Бронзову медаль чемпіонату світу Гоу виборов у складі канадської команди на турнірі 2016 року в Осло в чоловічій естафеті.